# Ran Margaliot
Ran Margaliot (Modi'ien, 18 juli 1988) is een Israëlisch voormalig wielrenner. Anno 2015 is hij teammanager bij Israel Cycling Academy.

## Belangrijkste overwinningen
2004
 Israëlisch kampioen op de weg, Nieuwelingen
2010
1e, 2e, 3e en 4e etappe Ronde van Israël (met Niv Libner)
Eindklassement Ronde van Israël (met Niv Libner)

## Ploegen
- 2010 –  Footon-Servetto (stagiair vanaf 1-8)
- 2011 –  Saxo Bank-Sungard (stagiair vanaf 1-8)
- 2012 –  Team Saxo Bank-Tinkoff Bank